# Window Maker
Window Maker é um gerenciador de janela criado pelo brasileiro Alfredo Kojima seguindo conceitos do projeto AfterStep somado a novas ideias. Apesar de não compartilhar as mesmas bibliotecas ou ser escrito em Objective-C, é o Window Manager recomendado pelo projeto GNUStep, por compartilhar o mesmo layout do extinto NeXTStep/OpenStep. O Window Maker faz parte do Projeto GNU.

## Visão geral
Window Maker tem a reputação de ser relativamente rápido e eficiente quando comparado com muitos outros gerenciadores de janelas e sistemas operacionais, e é bastante usado em máquinas mais antigas. Window Maker também é conhecido por ser configurável e amigável, parcialmente dado seu pequeno tamanho e simplicidade que o tornam relativamente fácil de entender.
Ele usa o toolkit WINGs, comum a diversas outras aplicações, incluindo um gerenciador de display chamado WINGs Display Manager (WDM) e muitos dockapps. Os applets que integram o dock e o clipe do Window Maker são compatíveis com os do Afterstep.

## História
Window Maker foi escrito inicialmente por Alfredo Kojima, um programador brasileiro, para o Ambiente de desktop GNUstep. Foi pensado originalmente para ser uma versão aperfeiçoada do gerenciador de janelas AfterStep.

## Obtendo e utilizando o Window Maker
Window Maker está incluído em muitos sistemas operativos Unix-like. Por exemplo: tanto o Fedora Core quanto o Mandriva Linux incluem outros ambientes gráficos como uma opção, usuários do Debian e do ubuntu têm um pacote chamado "wmaker", enquanto FreeBSD, NetBSD, e OpenBSD oferecem-no tanto como um port como também na forma de um pacote. A coleção de software Blastwave para Solaris também inclui um pacote para o Window Maker.
A aparência padrão pode ser confusa para quem espera uma barra de tarefas e um menu iniciar, mas todas as aplicações podem ser acessadas através de um clique com o botão direito do mouse na área no fundo de tela, o que retorna o menu principal. Usuários de teclado também podem usar a tecla F12 para chamar o menu de aplicação e F11 para um menu de janelas.
Window Maker em si pode ser configurado por um duplo clique no ícone com uma tabela verde e o logotipo do Window Maker (ou uma chave de fendas) na frente. Este ícone se encontra geralmente próximo ao Docker (o ícone com o logotipo do Window Maker que fica no canto superior direito da tela). O ícone com clipe de papel é utilizado para mudar de área de trabalho.
Ícones de aplicações e aplicações enladrilhadas aparecem na parte de baixo da tela e podem ser cobertas por janelas quando elas são maximizadas - arrastar ícones para o lado direito da tela os torna permanentes, e clicar com o botão direito neles dá acesso a um menu que permite ajustar configurações do ícone.

### Nome
O nome original do programa era WindowMaker (sem o espaço) até que ocorreu um conflito de nome com o antigo produto Windowmaker da Windowmaker Software Ltd, produtora de software para janelas e portas. Um acordo entre os desenvolvedores do Window Maker e a Windowmaker Software foi feito em 1998, especificando que 'Window Maker' (no sentido de janela do X) nunca deveria ser utilizado como uma palavra só.